# Armand Porteu de la Morandière
Pour les articles homonymes, voir Porteu de la Morandière et Morandière.
Armand Porteu de la Morandière est un homme politique français né le 9 décembre 1839 à Rennes (Ille-et-Vilaine) et mort le 8 mars 1906 à Rennes.

## Famille
La famille Porteu de La Morandière est une famille d'ancienne bourgeoisie originaire de Bretagne. Elle possédait autrefois la terre de La Morandière, en Saint-Jean-sur-Vilaine, (Ille-et-Vilaine), dont elle a conservé le nom. Elle est issue de Maître Julien Porteu (né vers 1666), marchand, bourgeois de Saint-Jean-sur-Vilaine. *Maître Hyacinthe-Jacques-Pierre Porteu, sieur de La Morandière (né vers 1702), était procureur fiscal de la chatellenie de Sauldecourt, en Louvigné-de-Bais. *Léon-Alexandre-Marie Porteu de La Morandière (né en 1819), était maire de Bourg-des-Comptes.

## Biographie

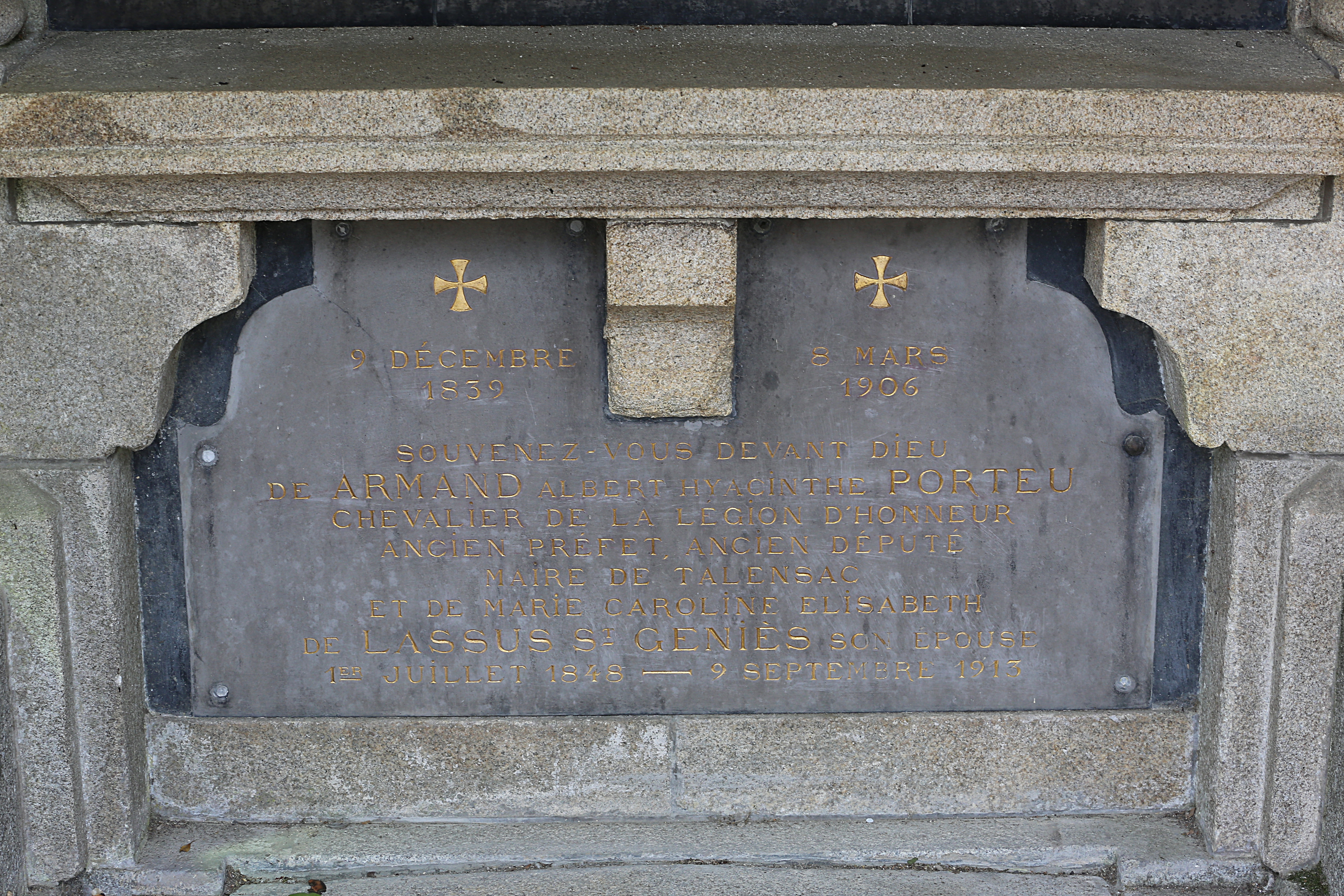
Plaque funéraire près de l'église de Talensac.

Entré dans l'administration en 1860, il est successivement attaché, puis conseiller de préfecture, sous-préfet et enfin préfet du Lot et préfet de la Creuse. Il démissionne après le 16 mai 1877, par opposition politique au gouvernement. 
Il se lance alors dans l'industrie, en prenant la direction d'une importante filature à Rennes, et en politique. Il devient maire de Talensac à la suite de son père, puis conseiller d'arrondissement du Canton de Montauban-de-Bretagne. Il échoue en 1901 à devenir conseiller général face à Charles de Bothorel.
Il est élu député d'Ille-et-Vilaine de 1889 à 1902, siégeant dans la droite Monarchiste.
Il s'y intéresse surtout aux questions économiques et au commerce des produits agricoles.
Il est le père d'André Porteu de la Morandière, député puis sénateur d'Ille-et-Vilaine

## Distinction
- Chevalier de la Légion d'honneur (7 aout 1876)[4]